# Mauritius hívójelkörzetei
Mauritius számára az ITU a 3B hívójelprefixet jelölte ki.
Az Egyesült Királyság fennhatósága alatt a VQ8 hívójelprefixet használták.

## Mauritius hívójelkörzetei[1][2][3]
| Prefix | Körzet    | Hely/jelleg      | ITU zóna | CQ zóna | QTH-lokátor |
| ------ | --------- | ---------------- | -------- | ------- | ----------- |
| 3B     | [0..5, 8] | Mauritius        | 53       | 39      | LG89        |
| 3B     | 6         | Agalega-szigetek | 53       | 39      | LH89        |
| 3B     | 7         | Saint Brandon    | 53       | 39      | LH93        |
| 3B     | 9         | Rodrigues        | 53       | 39      | MH10        |

## Lajstromjel
Vízi és légi járművek lajstromjelezéséhez a 3B prefixet használják.